# HD 95808
HD 95808 är en dubbelstjärna belägen i den norra delen av stjärnbilden Bägaren. Den har en kombinerad skenbar magnitud av ca 5,50 och är svagt synlig för blotta ögat där ljusföroreningar ej förekommer.  Baserat på parallaxmätning inom Hipparcosuppdraget på ca 9,6 mas, beräknas den befinna sig på ett avstånd på ca 340 ljusår (ca 104 parsek) från solen. Den rör sig närmare solen med en heliocentrisk radialhastighet på ca -9 km/s. Stjärnans skenbara magnitud är minskad med 0,11 enheter på grund av fördunkling genom interstellärt stoft.

## Egenskaper
Primärstjärnan HD 95808 är en gul till vit underjättestjärna i huvudserien av spektralklass G7 IIIb.  Den har en massa som är ca 2,4 solmassor, en radie som är ca 10 solradier och har ca 65 gånger solens utstrålning av energi från dess fotosfär vid en genomsnittlig effektiv temperatur av ca 5 000 K.